# Michel Roux Jr
Pour les articles homonymes, voir Michel Roux et Roux.
Michel Albert Roux, né le 23 mai 1960, connu sous le nom de Michel Roux Jr a la double nationalité française et anglaise. Chef deux étoiles Michelin, fils d’Albert Roux et neveu de Michel Roux Sr, les parrains de la gastronomique moderne au Royaume-Uni,.

## Biographie

### Famille
Michel Roux jr est né en 1960 à Pembury dans le comté du Kent en Angleterre alors que son père Albert Roux venu de France travaille chez le Major Peter Cazalet. À l’âge de sept ans, il part avec toute la famille, père et oncle, pour Londres où ils ouvrent Le Gavroche. Sa scolarité se déroule à l’école privée de Londres Emanuel School jusqu’à l’âge de 16 ans.

### Formation
Son premier apprentissage se passe à Paris pendant trois ans chez le Maître Patissier, Hellegouarch. En 1979, il travaille comme commis de cuisine au restaurant Le Gavroche.
L’année suivante, il est commis de cuisine stagiaire, chez Alain Chapel, trois étoiles Michelin au restaurant de Mionnay, dans la région Rhône-Alpes, près de Lyon.
De février 1982 à mars 1983, il fait son service militaire aux cuisines de l'Élysée, travaillant pour le président François Mitterrand.
Retour au civil pendant deux mois à la charcuterie Gérard Mothu de Saint-Mandé puis deux mois à la boucherie Lamartine sur l'avenue Victor-Hugo.
Il complète sa formation culinaire par de la comptabilité au Finlay Robertson Londres en août 1983 puis devient sous-chef au Gavvers.
Le chef Pierre Koffman le prend dans son restaurant La Tante Claire à Chelsea.
D’octobre à décembre 1983 Roux part découvrir d'autres saveurs à l'Hôtel Mandarin oriental à Hong Kong.

### Carrière
Après avoir fait sa formation hors du cocon familial, il rejoint en 1985 son oncle au Waterside Inn, à Bray, dans le Berkshire suivi du Le Gavroche avec Albert Roux.
En 1987, il gère la grande entreprise des frères Roux jusqu'au partage de celle-ci en 1990.
Michel Roux Jr revient au Le Gavroche puis prend la tête du célèbre restaurant à la retraite de son père en 1993.
Consultant pour le club Walbrook depuis 2003, il intervient également pour les fournisseurs gastronomiques Restaurant Associates,.

### Passions
Michel Roux jr est marié à une française Giselle. Sportif, il est passionné de rugby, membre honoraire des Harlequins tout en supportant le club de football Manchester United.
Il court le Marathon de Londres douze fois pour lever des fonds allant à l'association caritative d'enfants malvoyants VICTA,,.
Sa principale passion est pour la cuisine de qualité qu'il partage dans son école de cuisine londonienne.
Que ce soit dans sa maison du Sud de la France ou à Londres, ce passionné se sent aussi bien français qu'anglais.

## Télévision
- Hell's Kitchen de ITV1 produit par son ami Gordon Ramsay[19]
- BBC2 MasterChef The Professionals, juge expert[20]
- Junior Bake Off[21]
- The Apprentice UK series 7[22]
- 2012 : Masterchef Afrique du Sud, guest juge[23]
- 2013 : BBC Two's Food and Drink[24]
- 2013 : BBC Four The First Master Chef : Michel Roux on Escoffier[25]
- 2013 : BBC The Chef's Protege[26]
- 2015 First Class Chefs[20]

## Publications
- (en) Michel Roux Jr, Le Gavroche Cookbook, Londres, George Weidenfeld & Nicholson, 2003, 288 p. (ISBN 978-1-84188-233-8)
- (en) Michel Roux Jr, The Marathon Chef : Food for Getting Fit, Weidenfeld Nicolson Illustrated, 2004, 192 p. (ISBN 978-1-84188-235-2)
- (en) Michel Roux Jr, Matching Food And Wine : Classic and not so classic combinations, Londres, (W&N) Orion, 2005, 191 p. (ISBN 978-0-297-84379-5)
- (en) Michel Roux Jr, Vin de Constance, Lannice Snyman, 2006, 96 p. (ISBN 978-0-620-36100-2)
- (en) Michel Roux Jr, A Life in the Kitchen : Recipes and Reminiscences from a Master Chef, Londres, W&N (orion), 2009, 319 p. (ISBN 978-0-297-84482-2)
- (en) Michel Roux Jr, Cooking with The Master Chef : Food For Your Family & Friends, Londres, W&N (Orion), 2010, 224 p. (ISBN 978-0-297-86309-0)
- (en) Blanche Vaughan + Collectif, Great British Food Revival : The Revolution Continues, Londres, Weidenfeld & Nicolson, 2011, 224 p. (ISBN 978-0-297-86767-8, lire en ligne)
- (en) Michel Roux Jr, Michel Roux Jr's Seasons 2012 : Summer, Boston Hannah Ltd, 2012 (ISBN 978-0-9567293-7-8)